# ردلندز (کلرادو)
ردلندز (به انگلیسی: Redlands) یک منطقهٔ مسکونی در ایالات متحده آمریکا است که در شهرستان میسا، کلرادو واقع شده‌است. ردلندز ۴۰٫۳ کیلومتر مربع مساحت و ۸٬۶۸۵ نفر جمعیت دارد و ۱٬۴۱۹ متر بالاتر از سطح دریا واقع شده‌است.